# Ursus 5044/C-350
Ursus C-350 (dawniej Ursus 5044) – sadowniczy ciągnik rolniczy produkowany przez Ursus S.A..

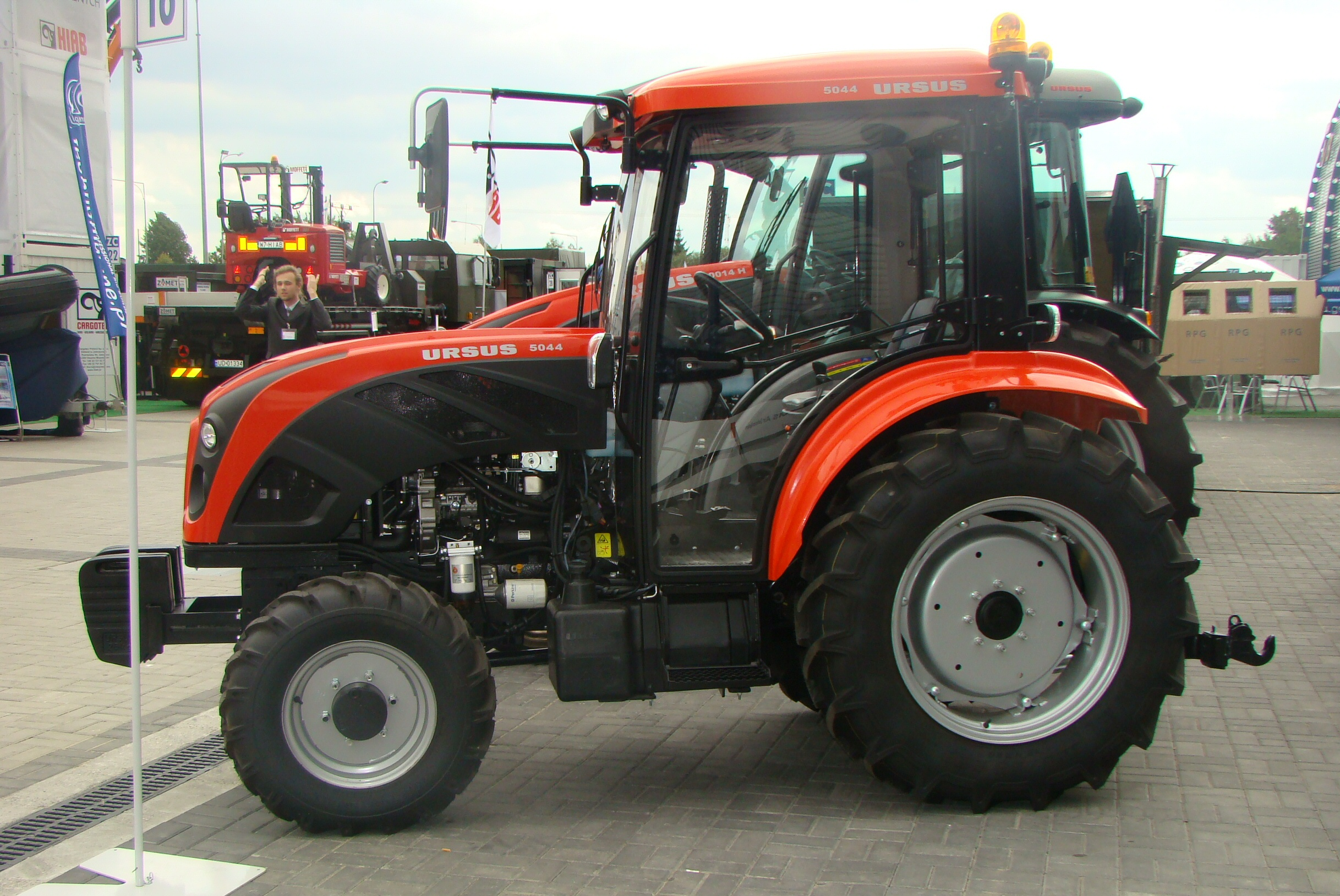
Ciągnik sadowniczy Ursus 5044

## Dane techniczne
Silnik:
- Typ: PERKINS 1103D-33[2]
- Rodzaj: wysokoprężny, wolnossący
- Moc: 36,9 kW (50 KM) przy 2200 obr./min
- Maksymalny moment obrotowy: 196 Nm przy 1400 obr./min
- Liczba cylindrów: 3
- Średnica cyl./skok tłoka: 105/127 mm
- Pojemność skokowa: 3300 cm³
- Stopień sprężania 19,2:1

Układ napędowy:
- Sprzęgło: suche, dwutarczowe z niezależnym sterowaniem sprzęgła WOM
- Przekładnia: Carraro z rewersem mechanicznym
- Liczba biegów przód/tył: 12/12

Układy jezdne:
- Mechanizm kierowniczy: hydrostatyczny
- Przedni most napędowy: Carraro
- Ogumienie przód/tył: 7,5R16 / 320/85R28
- Hamulec roboczy: tarczowy

Układy agregowania:
- Regulacja podnośnika: siłowa, pozycyjna
- Wałek odbioru mocy: 540 lub 1000 obr./min
- Udżwig podnośnika: 1300 kg
- Wydatek hydrauliki zewnętrznej: 39 l/min
- Liczba wyjść hydrauliki zewnętrznej: 4
- Ciśnienie nominalne na szybkozłączu: 18 MPa

Masa – wymiary – pojemności:
- Długość: 3700 mm
- Wysokość: 3070 mm
- Prześwit: 330 mm
- Masa: 2420 kg
- Zbiornik paliwa: 50 dm³
- Kabina czterosłupkowa, bezpieczna, komfortowa